# Río Buñol
El río Buñol es un curso de agua del este de la península ibérica, afluente del Magro. Discurre por la provincia de Valencia.

## Curso
El río, que discurre por la provincia de Valencia, atraviesa el municipio de Buñol, del que toma el nombre. Desemboca en el río Magro. Aparece descrito en el cuarto volumen del Diccionario geográfico-estadístico-histórico de España y sus posesiones de Ultramar de Pascual Madoz con las siguientes palabras:

BUÑOL: r. de la prov. de Valencia, part. jud. de Chiva. Tiene su origen un cuarto de hora al N. de Siete Aguas, en unas montañas que ocupan esta parte de su térm., el cual despues de deslizarse por debajo de un puente de mampostería, da movimiento á 2 molinos harineros que se hallan á la der. de su cáuce, regando al mismo tiempo una porcion de terr. de sus márg. Cruza la carretera de las Cabrillas, en donde se ve un bonito y sólido puente; fertiliza los campos fronterizos á la Venta Quemada, dist. 1/2 leg. de Siete-Aguas, y torciendo un poco su curso hácia E., de la direccion de N. á S. que llevaba, entra en el térm. de Buñol, que le da nombre, pasando por las inmediaciones de la venta de la Mina, dist. 5/4 de hora de esta v., cerca de cuyo punto recibe las aguas que en tiempo de lluvias bajan por la rambla del Baladrar. Sigue su curso hasta esconderse entre el guijo de la partida de Romo, no volviendo á aparecer sino durante el invierno ó en tiempo de grandes temporales, hasta el puente llamado de Carcalin, dist. cuarto y medio de Buñol. Este puente, obra de la naturaleza, está formado por la petrificacion que ha ido formando en el trascurso de los siglos, el agua de una fuente que nace casi sobre el mismo puente, la cual ha formado bajo de él estalácticas ó petrificaciones muy pintorescas, dignas de ser visitadas por un viajero. Pasado el mencionado puente principian á aparecer á der. é izq. del cáuce, innumerables fuentes que dan de nuevo vida al r., cuyas aguas, recogidas por medio de azudes de maleza y piedras, van á dar movimiento á 7 molinos de papel, 6 harineros y 2 batanes; riegan la huerta llamada de Turche, en la que se encuentra un vistoso salto de aguas llamado del Charco de Diaz, cuya roca sirve de cimiento á un puente de ladrillo que se construyó en 1844, para dar paso á los pueblos limítrofes en los casos de grandes avenidas; y torciendo luego hácia el S. confluye con el r. Juanes, antes de llegar á Alborache. Cerca del salto referido se ven dos paredones de construccion morisca, los que debieron servir para sostener algun canal de madera, por medio del que se partian las aguas del r. Buñol á fertilizar los campos inmediatos á la casa de campo llamada del Oliveral, sit. al S. del Juanes.
(Madoz, 1846, pp. 497-498)